# Phormidium Lake
Der Phormidium Lake ist ein etwa 2 km langer und schmaler See auf der westantarktischen James-Ross-Insel. Er liegt am Südwestufer der Brandy Bay.
Das UK Antarctic Place-Names Committee benannte ihn 1993 nach Cyanobakterien der Art Phormidium autumnale, die den See in rotvioletten Matten bevölkern.